# 費拉里斯球場
費拉里斯球場（義大利語：Stadio Comunale Luigi Ferraris）是位於意大利熱那亞的一座多用途體育場。現在費拉里斯球場是熱那亞的兩支足球球隊熱那亞足球俱樂部和桑普多利亞足球俱樂部的主場球場。此外意大利國家橄欖球隊也在這里進行比賽。球場可容納36,536名觀眾。

## 歷史
費拉里斯球場原本是一座私有財產，是熱那亞足球俱樂部在1909年修建的。1933年，為紀念熱那亞的前隊長路易吉·費拉里斯而改為現名。二戰期間，球場被收歸公有。在費拉里斯球場舉辦的第一場比賽是1911年1月22日，熱那亞對國際米蘭的一場足球賽。當時球場可容納20,000名觀眾。1934年世界杯也有一場巴西對西班牙的比賽在這里舉辦。之後其容納觀眾數增加到了30,000人。1990年世界杯也有四場比賽（包括三场小组赛以及爱尔兰与罗马尼亚的十六分之一决赛）在這里舉辦。
为迎接1990年世界杯，费拉里斯球场于1987年开始重建，并于1989年完成这一工程。该重建工程由建筑师Vittoria Gregotti设计，球场重建工程逐步进行，以确保热那亚队与桑普多利亚队的使用。
球場的最多觀眾人數記錄是在1949年2月27日，意大利國家隊對葡萄牙國家隊的比賽中創下的。這場比賽共有60,000人到場觀看。

## 知名赛事
2010年10月12日，在2012年欧洲杯预选赛意大利与塞尔维亚队的比赛中，由于塞尔维亚球迷连续向场内投掷焰火和爆竹，当值主裁开场仅6分钟即中止了比赛。
2012年2月29日，在费拉里斯球场举行的国际足球友谊赛中，来访的美国国家队1比0战胜意大利队。此役创下两个“第一”，意大利队有史以来第一次在热那亚遭遇败绩，美国队有史以来第一次战胜意大利队。